# Enrico Mollo
Enrico Mollo (Torino, 24 luglio 1913 – Moncalieri, 10 marzo 1992) è stato un ciclista su strada italiano.
Professionista e indipendente tra il 1935 e il 1948, vinse il Giro di Lombardia 1935 e diverse semi-classiche italiane.

## Carriera
Corse per la Gloria, la Fréjus, l'Olympia e la Benotto, distinguendosi come scalatore, a cavallo della Seconda guerra mondiale. In carriera vinse tra le altre il Giro di Lombardia 1935, la Coppa Bernocchi 1936, il Giro dei Tre Mari 1938 a tappe, la Tre Valli Varesine 1946 e il Giro dell'Appennino 1946.
Partecipò a cinque edizioni del Giro d'Italia tra il 1936 e il 1946, classificandosi nono nel 1936, terzo nel 1937 e secondo nel 1940, battuto dal ventenne Fausto Coppi. Partecipò al Tour de France 1938 e a due edizioni del Giro della Svizzera, vincendo la classifica del Gran Premio della Montagna nell'edizione 1939.

## Palmarès
- 1934 (dilettanti)

Coppa Città di Saluzzo
- 1935 (Gloria, due vittorie)

Giro di Lombardia
Coppa Città di Canelli
- 1936 (Gloria, una vittoria)

Coppa Bernocchi
- 1938 (Fréjus, una vittoria)

Classifica generale Giro dei Tre Mari
- 1946 (Benotto, tre vittorie)

Coppa Città di Asti
Tre Valli Varesine
Giro dell'Appennino

### Altri successi
- 1939 (Olympia)

Classifica Gran Premi della montagna Giro di Svizzera

## Piazzamenti

### Grandi giri
- Giro d'Italia

1936: 9º
1937: 3º
1939: 26º
1940: 2º
1946: ritirato
- Tour de France

1938: 38º

### Classiche monumento
- Milano-Sanremo

1936: ritirato
1937: 15º
1940: 44º
1941: 9º
- Giro di Lombardia

1935: vincitore
1936: 26º
1938: 24º
1940: 6º
1946: 23º